# Lipotactes silvestris
Lipotactes silvestris är en insektsart som beskrevs av Sigfrid Ingrisch 1990. Lipotactes silvestris ingår i släktet Lipotactes och familjen vårtbitare. Inga underarter finns listade i Catalogue of Life.